# 3α-Dihidroprogesteron
3α-Dihidroprogesteron (3α-DHP), takođe poznat kao 3α-hidroksiprogesteron, kao i pregn-4-en-3α-ol-20-on, je endogeni neurosteroid. On se može biosintetisati posredstvom 3α-hidroksisteroidne dehidrogenaze iz progesterona. Poznato je da 3α-DHP deluje kao pozitivni alosterni modulator GABAA receptora i da je aktivan kao alopregnanolon u pogledu svog dejstva. Shodno tome, on ima anksiolitičko dejstvo kod životinja. Takođe je poznato da 3α-DHP inhibira sekreciju folikulostimulišućeg hormona (FSH) iz hipofize pacova, što ukazuje na moguća antigonadotropna svojstva. Za razliku od većine drugih inhibitornih neurosteroida, 3α-DHP produkcija se ne blokira 5α-reduktaznim inhibitorima poput finasterida.